# Jętniczek drobny
Jętniczek drobny (Ephemerum minutissimum Lindb.) – gatunek mchu należący do rodziny płoniwowatych (Pottiaceae Schimp.). 

## Systematyka i nazewnictwo
Gatunek bywa różnie traktowany: The Plant List podaje ten takson w randze gatunku Ephemerum minutissimum Lindb. W pracy Moss Flora of North America 2 z 1935 r. Abel Joel Grout ogłosił odmianę Ephemerum serratum var. minutissimum (Lindb.) Grout, którą potem uznano za synonim Ephemerum serratum (Hedw.) Hampe. Za synonim E. minutissimum uznaje się odmianę E. serratum (Hedw.) Hampe var. angustifolium (Bruch & Schimp.) Bruch & Schimp.